# Битва при Бюзенвале
Битва при Бюзенвале (фр. Bataille de Buzenval) или битва при Мон-Вадерьене — одна из последних битв Франко-прусской войны. Во время этой битвы французский командующий Луи Трошю предпринял попытку прорвать кольцо блокады немецкой армии, удерживавшей столицу Франции на протяжении четырёх месяцев, но не добился успеха.

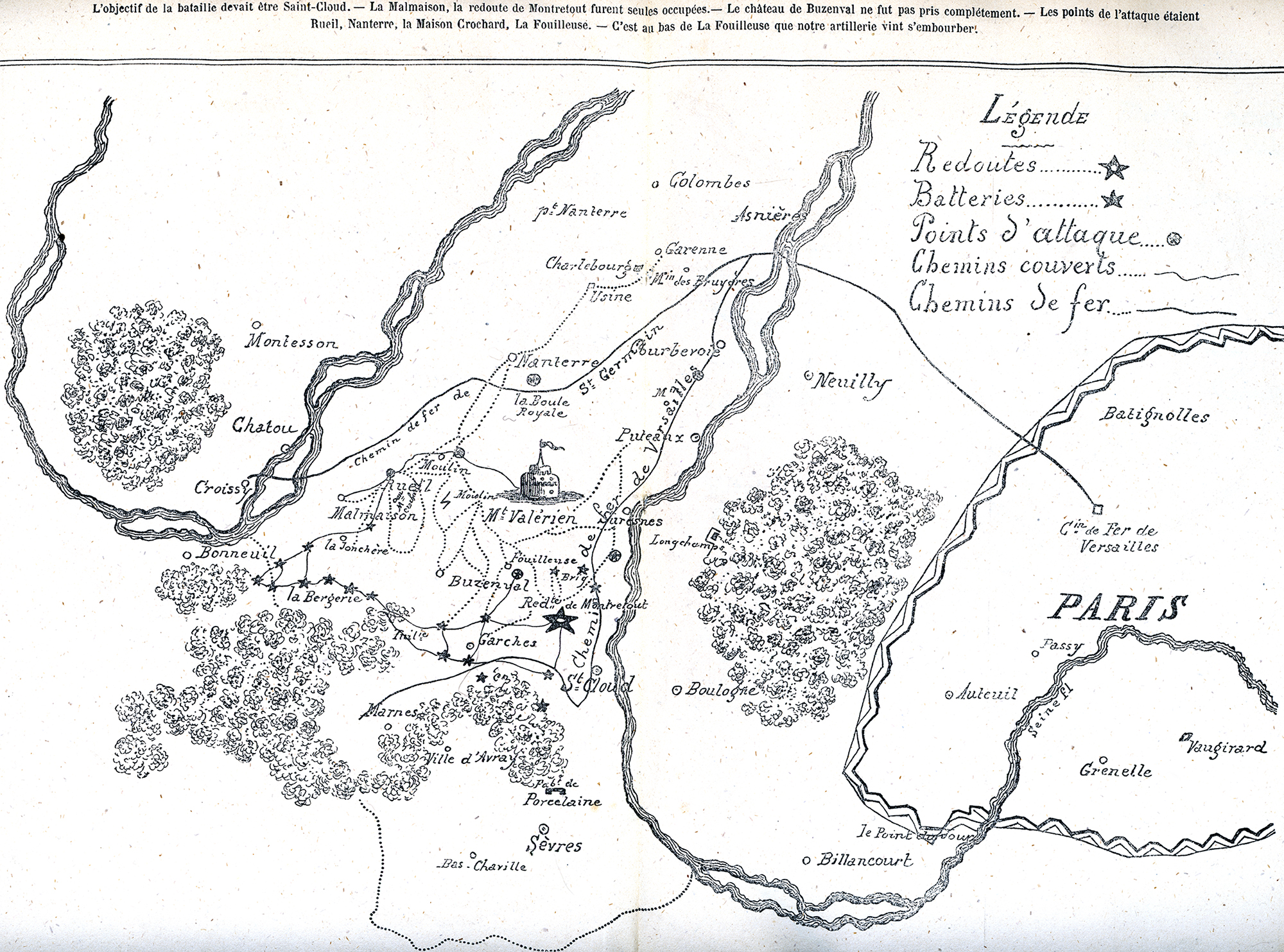
Карта сражения при Бюзенвале

Сен-Клу — западный пригород Парижа, в котором размещался в период блокады города прусский штаб.
19 января, на следующий день после коронации германского императора Вильгельма I, Луи Трошю предприняли попытку вылазки на Версаль со стратегической целью соединения с Луарской армией. Атака была осуществлена тремя колоннами в юго-западном направлении против немецких позиций на высотах Гарш, Монтрету (район Сен-Клу) и парке Бюзенваль. Марш был окутан господствовавшим в то время туманом. Атаки достигли парка замка Бюзенваль, города Сен-Клу и частей немецких позиций возле Монрету. Бои уже шли недалеко от прусской штаб-квартиры, где в это время находился император Германии.
Сильное сопротивление немцев и, в частности, умелое использование артиллерии не позволили Трошю развить успех до конца. Во второй половине дня начался отход под защиту орудий Парижа. Части в городе Сен-Клу смогли успешно удерживать свои позиции от немецких контратак в течение более длительного времени, но были вынуждены отойти утром 20 января, чтобы не попасть в окружение.
Еще одна атака была запланирована на 20 января. Поэтому отступающие французы отступили только к форту Мон-Валерьен и собрались там для новой атаки. Однако этого не было сделано, вероятно, еще и потому, что в этот момент стало известно, что Луарская армия потерпела поражение и стратегическая цель объединения уже не может быть достигнута.
Это сражение стало последней попыткой французов прорваться из осаждённого Парижа. Вскоре Трошю передал командование генералу Жозефу Винуа, который сдал Париж 10 дней спустя.